# Стара Збліха
Стара Збліха (пол. Stara Zblicha) — село в Польщі, у гміні Плоняви-Брамура Маковського повіту Мазовецького воєводства.
Населення — 111 осіб (2011).
У 1975-1998 роках село належало до Остроленцького воєводства.

## Демографія
Демографічна структура станом на 31 березня 2011 року:
|          | Загалом | Допрацездатний вік | Працездатний вік | Постпрацездатний вік |
| -------- | ------- | ------------------ | ---------------- | -------------------- |
| Чоловіки | 53      | 11                 | 36               | 6                    |
| Жінки    | 58      | 12                 | 29               | 17                   |
| Разом    | 111     | 23                 | 65               | 23                   |